# Claude Righi
Pour les articles homonymes, voir Righi.
Claude Righi, né le 8 mars 1944 à Bouligny et mort le 23 novembre 2023 à Levallois-Perret,  est un chanteur, parolier et producteur français.
En 1965 il signe chez Decca avec qui il sort trois disques, puis connaît quelques succès chez Riviera L.M., filiale de Barclay. Après avoir été parolier, en particulier pour Ronnie Bird, il devient directeur artistique chez Barclay, et travaille pour Nicole Rieu. Il entre en 1976 chez WEA où il produit le 3e album de Michel Jonasz, Du Blues, du blues, puis passe chez Polygram en 1977, et travaille avec Patrick Bruel (Marre de cette nana-là) ou François Feldman.

## Discographie partielle
- 1965 : Oui, je sais (Decca)
- 1965 : Voilà l'an deux mille (Decca)
- 1966 : Elle (Riviera)
- 1966 : Personne
- 1967 : Le Bonheur
- 1971 : Lydia
- 1985 : Au milieu du pont
- 2010 : Don't let me be (Stillmuzik)

## Producteur
- 1975 : Naissance de Nicole Rieu
- 1976 : Le ciel c'est ici de Nicole Rieu
- 1977 : Du Blues, du blues de Michel Jonasz